# Ueren
Ueren, auch in der Form Üren, Yhren oder Yehren, war ein Tiroler Hohl- bzw. Flüssigkeitsmaß und entsprach dem Eimer. Zwei Formen sind zu unterscheiden: die alte und neue. Das Maß wurde auch als Bozener Ueren (Yhre) bezeichnet.
Für das neue Maß galt:
- 1 Ueren = 1 Wiener Eimer = 58,0204 Liter[1]
- 1 Ueren = 2240[2] (2239,96[3]) Pariser Kubikzoll = 44 7/16 Litre

Die alte Form war um etwa die Hälfte kleiner:
- 1 Ueren = 128 Ziment/Seidel = 25,9456 Liter = 18,336 österreich. Mass = 0,4584 österreich. Eimer[4]
- 1 Zi(e)ment = 1 Wiener Seidel = 0,3538 Liter[1]

Abweichungen:
- 1 Ueren = 160 Ziment/Seidel = 1 Wiener Eimer
- 1 Etschländer bzw. Bozner Ueren (Yhre) = 12 Pazeiden = 54 Maß = 77,81 Liter[5][6], in Bozner Urkunden seit dem 13. Jahrhundert häufig nachgewiesen.[7]